# 伊格拉區

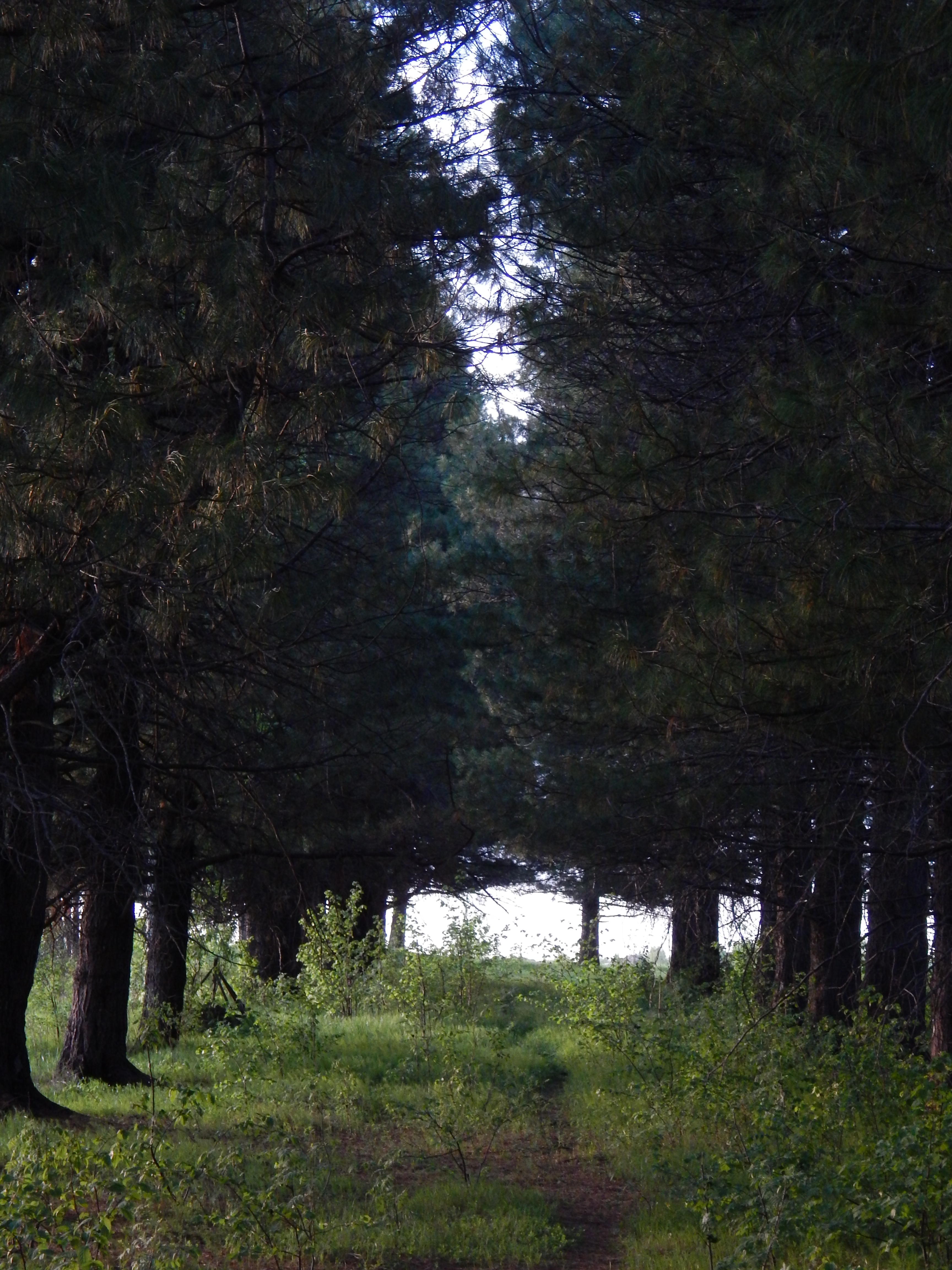

57°31′41″N 52°25′48″E / 57.528°N 52.430°E
伊格拉區（俄语：Игринский район），是俄羅斯的一個區，位於該國西南部，由烏德穆爾特共和國負責管轄，面積2,266.9平方公里，2010年人口38,194，人口密度每平方公里16.85人。